# Epidendrum ptochicum
Epidendrum ptochicum är en orkidéart som beskrevs av Eric Hágsater. Epidendrum ptochicum ingår i släktet Epidendrum och familjen orkidéer. Inga underarter finns listade i Catalogue of Life.